# Clinteria jansoni
Clinteria jansoni är en skalbaggsart som beskrevs av Conrad L. Schoch 1898. Clinteria jansoni ingår i släktet Clinteria och familjen Cetoniidae. Inga underarter finns listade i Catalogue of Life.